# Kára
Kára là một thị trấn thuộc hạt Somogy, Hungary. Thị trấn này có diện tích 5,37 km², dân số năm 2010 là 53 người, mật độ 10 người/km².